# TVR2
TVR 2, voluit Televiziunea Română 2 (Roemeense Televisie 2), is gecreëerd in 1968 maar van de buis gehaald in 1985 tot de communistische regime viel in 1989. Sinds 2003 hoort TVR2 bij de zenders met de grootste kijkcijfers in Roemenië. Er wordt vooral gekeken naar shows zoals Tonomatul DP2 en waar TVR2 ook veel aan verdiend zijn festivals, zoals het Callatisfestival die je een hele week kunt zien op TVR2.